# Масальха, Ноаф
Ноаф Масальха (Науаф Масалха, араб. نواف مصالحة‎, ивр. נואף מסאלחה‎; 26 ноября 1943, Кафр-Кара, подмандатная Палестина — 26 октября 2021) — израильский арабский профсоюзный и государственный деятель, учитель по образованию. Член Центрального комитета Гистадрута и партии «Авода», заместитель спикера кнессета 12-го и 14-го созывов, член правительств Израиля в должностях заместителя министра здравоохранения и министра иностранных дел.

## Биография
Родился в 1943 году в деревне Кафр-Кара. Отучился три года в Тель-Авивском университете, получил специальность учителя.
Занимался профсоюзной деятельностью. В Гистадруте — Всеобщей федерации профсоюзов Израиля — был заместителем председателя отдела по организационным вопросам и рабочим советам, возглавлял отдел по арабским делам, входил в состав Центрального комитета Гистадрута. Был также членом ЦК партии «Авода».
В 1988 году избран в кнессет 12-го созыва от блока «Маарах» (впоследствии представлял фракцию «Авода»). С апреля 1989 по июль 1992 года занимал пост заместителя спикера, входил в состав комиссий по образованию, по внутренним делам и защите окружающей среды и по делам кнессета. После избрания в кнессет 13-го созыва включён в состав правительственного кабинета Ицхака Рабина как заместитель министра здравоохранения. Масалха стал третьим представителем национальных меньшинств в правительствах Израиля и вторым мусульманином после Абдель-Азиза эль-Зуби, в 1971—1974 годах также бывшего заместителем министра здравоохранения. Вместе с министром здравоохранения Хаимом Рамоном работал над улучшением медицинских услуг в арабском секторе, в том числе непосредственно отвечал за открытие почти 100 филиалов службы помощи молодым матерям «Типат халав» с англ. — «Капля молока»). Сохранил пост заместителя министра также в правительстве Шимона Переса.
В кнессете 14-го созыва вновь занимал должность вице-спикера (с января 1997 по июнь 1999 года), входил в состав комиссий по делам кнессета, по науке и технологиям и по трудоустройству и социальному обеспечению. Перед выборами в кнессет 15-го созыва на праймериз в партии «Авода» был поставлен на одно из двух мест в первой тридцатке, зарезервированных для представителей меньшинств (второе забронированное место занял друз Салах Тариф). После выборов вновь был включён в состав правительства Израиля, сформированного Эхудом Бараком, как заместитель министра иностранных дел и занимал эту должность с августа 1999 по март 2001 года. Идеологические позиции Масалхи отличались от позиций большинства арабских депутатов кнессета: он не отвергал идею еврейского государства и избегал открыто поддерживать врагов Израиля.
Перед выборами в кнессет 16-го созыва на праймериз «Аводы» был поставлен на место, не имевшее шансов на попадание в кнессет, и перешёл в партию «Ам эхад». В этой партии, пользовавшейся меньшей поддержкой, Масалха занял в предвыборном списке 12-ю позицию, также не бывшую реальной.
Умер в октябре 2021 года в возрасте 77 лет, от осложнений после заболевания COVID-19, оставив после себя жену и пятерых детей.